# Schlierbach (Schweizerbach)
Der Schlierbach ist ein Waldgewässer des Schurwalds mit zahlreichen Zuflüssen, der etwa der Grenze des Landkreises Esslingen zum Rems-Murr-Kreis im mittleren Baden-Württemberg folgt. Er mündet nach über 4 km langem Lauf ungefähr in Richtung Südwesten am Rande von Baach im Stadtgebiet von Weinstadt von rechts in den hier noch Gunzenbach oder Beutelsbach genannten Hauptstrang des unteren Rems-Zuflusses Schweizerbach.

## Geographie

### Namen
Eine Karte aus der Mitte des 19. Jahrhunderts beschriftet den hier Schlierbach genannten Gewässerzug erst unterhalb seines Zuflusses Rackenbrunnenbach mit dem Namen Schlierbach. Dort ist auch der ihn aufnehmende Hauptstrang des Schweizerbachs auf einem Abschnitt merklich unterhalb der Schlierbach-Mündung vor Schnait als Schlierbach beschriftet. Zumindest der mündungsnahe Lauf des Rackenbrunnenbachs scheint zuweilen auch Schlierbach genannt zu werden. Nach Darstellung der neuesten amtlichen topographischen Karte trägt der Schlierbach-Hauptstrang schon vor dem Zufluss des Rackenbrunnenbachs seinen Namen.
Für den Hauptstrang des aufnehmenden Schweizerbachs im Bereich der Mündung konkurrieren mehrere Namen, Gunzenbach, Beutelsbach, vielleicht auch Krummhärtlesbach. Nach obigem wurde das erste Stück nach dem Zusammenfluss vielleicht früher auch Schlierbach genannt und dieser dann wohl als der wichtigere Oberlauf angesehen.

### Verlauf
Der Schlierbach entsteht im südlichen Gebiet der Remstalgemeinde Winterbach nahe der Kreuzung der L 1150 Winterbach–Esslingen am Neckar mit der sogenannten Kaiserstraße (hier K 1865), die von Weinstadt-Schnait her über Winterbach-Manolzweiler die Schurwaldhöhen erstiegen hat und nun entlang der Wasserscheide zwischen Rems im Norden und Fils im Süden bis in die Gegend der Kaiserberge läuft. Die Quelle liegt auf etwa 458 m ü. NHN am Arboretum am Goldboden über einen Kilometer südöstlich von Manolzweiler dicht westlich der L 1150 und wenig unter einer Lache im Lichtungsviereck Mödach, die an die andere Straßenseite grenzt.
Der Bach fließt nun lange im Wald, ganz zu Anfang südwestlich, durchläuft dabei einen Kleinteich und nimmt nach dreiviertel Kilometern einen fast ebenso langen linken Quellbach aus dem Südosten ebenfalls von der L 1150 her auf. Hier steigt vom linken Hang ein Waldweg in den Talgrund ab und begleitet ab nun beständig den Schlierbach, der auf seinem restlichen Oberlauf erst westlich, dann wieder südwestlich durch das umgebende Waldgebiet zieht, zwischen den großen Gewannen Bonstallhau rechts und Martinshalde links. Auf diesem Wegstück nimmt er einige Waldklingenbäche von links und rechts mit durchweg unter einem Kilometer Länge auf, die sich oft am Oberlauf weiter auffiedern. Auffällig ist auf diesem Abschnitt zuletzt der kurze Quellablauf der Martinsquelle am linken Unterhang, der über bemooste Sinterstufen und dann auf einem Sinterkegel zum Schlierbach läuft. 
Ungefähr zweieinhalb Kilometer nach der Quelle mündet von Norden her der größte rechte Zufluss Rackenbrunnenbach auf etwa 319 m ü. NHN, der westlich von Manholzweiler am Sattel zum Nonnenberg entsteht und auf seinem Lauf von etwas über zwei Kilometern etliche Nebenbäche aufnimmt. Etwa dreihundert Meter weiter talabwärts in Richtung Südwesten folgt auf 313,3 m ü. NHN ein etwas kleinerer linker Zufluss aus dem Gewann Martinshalde, der am Rand der Höhenrodungsinsel um Baltmannsweiler-Hohengehren seinen Lauf beginnt. Der größte linke Nebenbach ist nach einem letzten Kilometer im Wald schließlich auf 313,3 m ü. NHN der Sandpeterbach; er entsteht nahe am Südwestrand von Hohengehren und mündet an der Grenze zur offenen Talflur um Baach herum, in die der Schlierbach für seinen letzten halben Laufkilometer nun übertritt.
Hundert Meter weiter zweigt nach links der zunächst nahe parallel laufende Mühlbach ab. Der Schlierbach mündet auf etwa 284 m ü. NHN an einem Teich und unterhalb eines Steges am Ostrand des kleinen Ortes Baach einem Gemeindeteil des Weinstädter Stadtteils Schnait von rechts in den Hauptstrang des Schweizerbaches, der wohl zuvor und vielleicht auch noch ein Stück danach Gunzenbach oder Beutelbach genannt wird und dessen größter Zufluss der Schlierbach ist. Dagegen biegt der Mühlbach um den Mündungssporn und überquert den Gunzenbach, um dann den Baacher Mühlbach zu speisen, der den Schweizerbach-Hauptstrang links begleitet und weiter abwärts in diesen zurückfließt.
Der 4,4 km lange Schlierbach mündet etwa 174 Höhenmeter unterhalb seiner Quelle, sein mittleres Sohlgefälle liegt bei etwa 40 ‰.

### Einzugsgebiet
Der Schlierbach hat ein 7,1 km² großes Einzugsgebiet im Schurwald, der naturräumlich gesehen ein Unterraum des Schurwaldes und Welzheimer Waldes ist. Im größten Teil des Gebietes stehen Gesteine des oberen Mittelkeupers an, vom Stubensandstein (Löwenstein-Formation) bis hinauf zum Knollenmergel (Trossingen-Formation). Noch höher liegen in einem Randbogen von Norden, wo der Nonnenberg östlich von Schnait eine isolierte solche Kappe trägt, bald fortlaufend über den bald anschließenden Bergrücken von Manolzweiler bis zum Goldboden an der Ostspitze des Einzugsgebietes und dann wieder westwärts zurück über den Bergrücken von Hohengehren und Baltmannsweiler bis an die Südspitze des Einzugsgebietes eine schichtstufenbildende Schwarzjura-Hochfläche. Am Goldboden und ausgedehnter zwischen Hohengehren und Baltmannsweiler liegt auf diesem mesozoischen Schichtpaket noch jeweils eine Lösssediment-Insel aus quartärer Ablagerung.
Die größten Höhen im Einzugsgebiet liegen auf diesem östlichen Bogenabschnitt der Gesamtwasserscheide:  der Nonnenberg erreicht 471,3 m ü. NHN, im Keupersattel Altwiese sinkt das Terrain kurz bis auf 440,1 m ü. NHN, nahe dem Wasserturm von Manolzweiler liegt es dann wieder auf 478,6 m ü. NHN und bis zum Goldboden ist es wieder auf 463 m ü. NHN gefallen. Nach wenig Auf und Ab erreicht es etwas nördlich von Hohengehren wieder 476 m ü. NHN und  nach einem Sattel etwa auf 445 m ü. NHN zwischen Hohengehren und Baltmannsweiler erreicht es in dessen Norden an der Südspitze des Einzugsgebietes wieder fast 450 m ü. NHN. Die die Endpunkte dieses Bogens verbindende westliche Wasserscheide im Keuper liegt dagegen meist unter 400 m ü. NHN.
Konkurrenten außerhalb sind von der Nord- bis zur Ostspitze die linken Remszuflüsse vom am Nonnenberg entspringenden Lochbach bis hinauf zum in Winterbach mündenden Lehnenbach. Hinter dem anschließenden Hohengehrener und Baltmannsweiler Höhenrücken sammelt der Reichenbach seine Oberläufe und Zuflüsse, er entwässert zum nach der Rems nächsten höheren großen Neckarzufluss Fils. Westlich des Einzugsgebietes laufen alle Konkurrenten zum Schweizerbach-Hauptstrang, erst noch oberhalb des Schlierbachs selbst der Ofenbach zu dessen Gunzenbach-Abschnitt, dann unterhalb der Bach aus der Vogtsklinge und der Brenkelesbach; diese sind alle vergleichsweise kurz.
Anteil am Einzugsgebiet haben die Gemeinde Baltmannsweiler im Osten mit etwas über der Hälfte und recht genau dem Teil links des Laufes; die Gemeinde Winterbach mit etwas über einem Viertel und im Wesentlichen dem nordöstlichen Teil des Einzugsgebietes zwischen oberem Schlierbach und seinem größten und rechten Zulauf Rackenbrunnenbach. Den kleinsten Gebietsanteil von einem knappen Fünftel am Westrand hält die Stadt Weinstadt, dieses liegt westlich des Rackenbrunnenbach-Laufs und in der nur kleinen Rodungsinsel an der Mündung.
Über drei Viertel des Einzugsgebietes sind bewaldet, offen sind nur die Anteile an den Höhenrodungsinseln auf den Schwarzjurarücken um Winterbach-Manolzweiler im Nordosten und vor allem um Baltmannsweiler-Hohengehren im Osten, deren Siedlungsflächen sich teilweise ins Gebiet herein erstrecken. Dazu kommt ein Anteil an der kleinen Talrodungsinsel um Weinstadt-Baach; dieser Ort liegt außen an der Einzugsgebietsgrenze.
Im Zuflusssystem des Schlierbachs erreichen die zahlreichen, teils bis in kleine, steile und unbeständig wasserführende Keuperklingen aufgefiederten Wasserläufe allenfalls eine Breite von etwa 1,5 m. An den Oberläufen zeigen sie teils Versinterungen. In den Bachbetten liegt mancherorts sandiges Sediment, andernorts zeigen sie eine steinige Sohle.

### Zuflüsse und Seen
Hierarchische Liste der Zuflüsse und  Seen jeweils von der Quelle zur Mündung. Auswahl. Gewässerlänge, Seefläche, Einzugsgebiet und Höhe nach den entsprechenden Layern auf der Onlinekarte der LUBW. Andere Quellen für die Angaben sind vermerkt. Auswahl, außer den hier genannten hat der Schlierbach noch weitere direkte und undirekte Zuflüsse aus kleinen Klingen. 
Ursprung des Schlierbachs auf etwa 458 m ü. NHN im Arboretum am Goldboden bei Winterbach-Manolzweiler dicht westlich der L 1150 und gegenüber dem See im Lichtungsviereck Mödach. Der Bach fließt anfangs westlich bis westsüdwestlich.
- Über dem Ursprung liegt auf etwa 463 m ü. NHN auf der Ostseite der L 1150 im Lichtungsgeviert Mödach der Eisweiher, ein episodisch trockenfallender Tümpel, unter 0,3 ha.
- Durchfließt auf etwa 485 m ü. NHN einen hinter der ersten Waldwegquerung angestauten Teich, unter 0,1 ha.
- (Waldklingenbach aus dem Borgenhart), von links und Südosten auf etwa 375 m ü. NHN kurz vor dem zweiten querenden ausgebauten Waldweg, 0,6 km und über 0,4 km². Entsteht auf etwa 455 m ü. NHN am Waldaustritt der L 1150 in die Höhgenrodungsinsel um Baltmannsweiler-Hohengehren.
Der bis hierher 0,8 km lange Schlierbach trägt dagegen nur ein Teileinzugsgebiet von etwas unter 0,4 km² bei.
Nach diesem Zufluss zieht der Schlierbach etwa westlich weiter.
- (Waldbach aus dem Bonstallhau), von rechts und Norden auf etwa 347 m ü. NHN nahe dem Abgang eines Waldwegs zum Hang vom Waldweg im Talgrund, 0,4 km und ca. 0,5 km². Entspringt auf etwa 405 m ü. NHN am Hang unter Manolzweiler schon im Hangwald etwas oberhalb eines Weges auf halber Hanghöhe. Hat zahlreiche weitere Quellrinnen, die teils höher entstehen.
Von diesem Zufluss an fließt der Schlierbach etwa südwestwärts.
- (Waldklingenbach nahe dem Saufangweg), von links und Ostsüdosten auf etwa 338 m ü. NHN, 0,6 km und unter 0,2 km². Entspringt auf etwa 400 m ü. NHN noch oberhalb eines den folgenden Waldweges längs am halben Hang der Martinshalde.
- (Waldklingenbach), von links und Südsüdosten auf etwa 325 m ü. NHN etwa 200 Meter vor dem folgenden, 0,8 km und ca. 0,2 km². Entsteht auf etwa 499 m ü. NHN etwas nordöstlich einer Hütte des beim vorigen genannten Wegs an der Martinshalde.
- Rackenbrunnenbach, teils auch Schlierbach genannt[2], von rechts und Norden auf etwa 319 m ü. NHN nahe der Gabel, an der die Waldwege aus den beiden großen Oberlauftälern zusammenkommen, 2,1 km und ca. 1,4 km². Entsteht im Gewann Altwiese am Sattel zwischen Manolzweiler und dem Nonnenberg auf etwa 432 m ü. NHN nahe dem Waldwegstern im Verlauf der K 1865. Der Rackenbrunnen selbst liegt weiter südwestlich entlang der Fahrstraße am Beginn eines kleinen Zulaufs.
Der Schlierbach selbst ist bis zu diesem größten Zulauf schon 2,5 km lang und hat hier schon ein Einzugsgebiet von ca. 2,3 km².
- (Waldklingenbach), von links und Ostsüdosten auf 313,3 m ü. NHN[LUBW 9] neben dem Waldweg aus seiner Klinge, der den Schlierbach kreuzt, 1,3 km, mit längstem Oberlauf sogar 1,4 km sowie ca. 1,2 km². Entsteht auf über 410 m ü. NHN an der südöstlichen Martinshalde nahe dem Waldrand zur Höhenrodungsinsel um Hohengehren.
  - (Waldklingenbach), von links und Südosten auf unter 370 m ü. NHN, 0,5 km und ca. 0,3 km². Entsteht auf unter 440 m ü. NHN am oberen Waldrand der Martinshalde nordwestlich von Hohengehren.
  - (Waldklingenbach), von rechts und Osten auf unter 347,4 m ü. NHN[LUBW 5] neben dem schon erwähnten Waldweg durch die Martinshalde, der hier durch die Unterlaufklinge in den Schlierbachtalgrund hinabläuft, 0,5 km und ca. 0,3 km². Entsteht auf etwa 420 m ü. NHN.
- Sandpeterbach, von links und Südosten auf 294,4 m ü. NHN[LUBW 9] am Rand der Talrodungsinsel um Baach, 1,8 km und ca. 1,6 km². Entspringt noch in der offenen Höhenflur auf etwa 432 m ü. NHN nahe dem Kreisel im Südwesten von Hohengehren an der von ihm abgehenden Straße zum zugehörigen Steinenbacher Hof.
  - (Waldbach), von rechts und Ostnordosten auf etwa 370 m ü. NHN im Waldgewann Sandpeter, 0,4 km und über 0,1 km². Entsteht auf etwa 425 m ü. NHN am Waldrand westlich von Hohengehren.
- → Abgang des Mühlbachs nach links vom Schlierbach auf etwa 293 m ü. NHN etwa hundert Meter nach dem Zulauf des Sandpeterbachs, 0,6 km und unter 0,2 km².[LUBW 8]  Dieser Mühlgraben führt sein Wasser über den linken Oberlauf Gunzenbach/Beutelsbach des Schlierbach-Vorfluters Schweizerbach hinweg dem vom Gunzenbach just nach links abgegangenen Baacher Mühlbach zu.
- Passiert kurz vor der Mündung einen Teich am Lauf zwischen Schlierbach und dem zuvor abgegangenen Mühlbach auf rund 285 m ü. NHN, unter 0,1 ha.

Mündung des Schlierbachs von rechts und Nordosten auf etwa 284 m ü. NHN bei Baach in den hier noch Gunzenbach, Beutelsbach oder vielleicht auch Krummhärtlesbach genannten Schweizerbach. Der Schlierbach ist 4,4 km lang und hat ein Einzugsgebiet von 7,1 km².

### LUBW
Amtliche Online-Gewässerkarte mit passendem Ausschnitt und den hier benutzten Layern: Lauf und Einzugsgebiet des Schlierbachs

Allgemeiner Einstieg ohne Voreinstellungen und Layer: Daten- und Kartendienst der Landesanstalt für Umwelt Baden-Württemberg (LUBW) (Hinweise)
1. 1 2 3 4 5 6  Höhe nach dem Höhenlinienbild auf dem Hintergrundlayer Topographische Karte.
2. 1 2  Länge nach dem Layer Gewässernetz (AWGN).
3. 1 2  Einzugsgebiet nach dem Layer Basiseinzugsgebiet (AWGN).
4. ↑  Beschriftung auf dem Hintergrundlayer Topographische Karte.
5. 1 2 3 4 5 6  Höhe nach schwarzer Beschriftung auf dem Hintergrundlayer Topographische Karte.
6. ↑  Natur der Bäche nach dem Layer Biotop.
7. ↑  Seefläche nach dem Layer Stehende Gewässer.
8. 1 2  Einzugsgebiet abgemessen auf dem Hintergrundlayer Topographische Karte.
9. 1 2  Höhe nach blauer Beschriftung auf dem Hintergrundlayer Topographische Karte.

### Andere Belege
1. ↑  Topographische Atlas des Königreichs Württemberg –Blatt Nr. XXIX (Nr. 17 nach Anordnung) Waiblingen von 1851 beschriftet den Lauf mit Schlierbach erst nach dem Zufluss des Rackenbrunnenbachs. Dort ist ein Abschnitt merklich unterhalb der Mündung des Schlierbachs in den Schweizerbach/Gunzenbach und vor Schnait ebenfalls als Schlierbach beschriftet.
2. 1 2  Name Schlierbach für den Rackenbrunnenbach nach dem Layer WMS-ALKIS-Basis auf Geoportal Baden-Württemberg (Hinweise) zumindest am Unterlauf.
3. ↑  Hansjörg Dongus: Geographische Landesaufnahme: Die naturräumlichen Einheiten auf Blatt 171 Göppingen. Bundesanstalt für Landeskunde, Bad Godesberg 1961. → Online-Karte (PDF; 4,3 MB)
4. ↑  Geologie nach der geologischen Karte von Stuttgart und Umgebung 1:50.000, herausgegeben vom Geologischen Landesamt in Baden-Württemberg 1959, mit Erläuterungsheft. Die Karte zeigt nur den westlichen Rand des Einzugsgebietes, an der Mündung steht dort der Stubensandstein an. Einen gröberen Überblick verschafft: Mapserver des Landesamtes für Geologie, Rohstoffe und Bergbau (LGRB) (Hinweise). Da auf dieser Internetkarte keine Störungen im relevanten Bereich eingezeichnet sind, ist wohl die Extrapolation auf den östlichen, selbstredend höher als die Mündung liegenden Teil des Einzugsgebiets außerhalb des Gevierts der genaueren Karte zulässig. Die Schichtstufe vom Keuper zum Schwarzjura ist im Schurwald landschaftstypisch, sie ist sowohl morphologisch wie auch durch den Wechsel in der Bewirtschaftungsweise durchweg gut zu erkennen.